# Pallos István
Pallos István (Sátoraljaújhely, 1912. október 26. – Karlsruhe, 2003.  április 21.) erdélyi magyar műszaki író.

## Életútja
Középiskolát a kolozsvári egyetem Gyakorló Gimnáziumában végzett (1929), gépészmérnöki oklevelet a németországi Karlsruhe műegyetemén szerzett (1934). Munkahelyei: Astra-Română Kőolajipari Vállalat, Câmpina-Ploiești-București (1937–47), Kolozsvári Műegyetem (1947-60), Tehnofrig Gépgyár, Kolozsvár (1960–70) és nyugdíjazásáig ugyanitt az Élelmiszer- és Hűtőipari Tervező és Kutató Intézet (1970–72). Kitelepült Németországba 1986-ban.

## Munkássága
Kutatási területe a hőtechnika, ezen belül a fűtőtechnika, műszaki méréstechnika, emelő- és szállítógépek. Mint a Kolozsvári Műegyetem előadótanára, majd prorektora (1953–56) számos jegyzetet írt, így a termomechanikai mérések jelrajzairól és kapcsolási vázlatairól, a pontossági osztályok és illesztések megválasztásáról, emelőgépek rajzairól, vázlatairól és adattáblázatairól, pneumatikus mérőkészülékekről. A Tehnofrig Gépgyárban a hatvanas évek közepén sikeresen vezette kontinensünk egyik legnagyobb hűtőkompresszorának tervezését. Az Élelmiszer- és Hűtőipari Tervező és Kutató Intézetben ő dolgozta ki a hűtőkompresszorokkal kapcsolatos országos szabványokat, melyeket több ország is átvett.
Szerzőtársként eredményes munkát végzett a Magyar-Román műszaki szótár (1987) szerkesztésében.